# Катастрофа Ту-134 в Самаре
Катастрофа Ту-134 в Самаре — авиационная катастрофа, произошедшая в субботу 17 марта 2007 года. Авиалайнер Ту-134АК авиакомпании UTair выполнял внутренний рейс UT-471 по маршруту Сургут—Самара—Белгород, но при заходе на посадку в аэропорту Самары жёстко приземлился на грунт и разрушился. Из находившихся на его борту 57 человек (50 пассажиров и 7 членов экипажа) погибли 6.

## Самолёт
Ту-134АК (регистрационный номер RA-65021, заводской 48390, серийный 35-04) был выпущен 31 мая 1976 года. 20 июня того же года под б/н СССР-65021 был передан авиакомпании «Аэрофлот»:
- с 20 июня 1976 года по 1 мая 1980 года — МГА СССР, 235-й Отдельный Правительственный АО;
- с 1 мая 1980 года по 1982 год — МГА СССР, Приволжское УГА, 1-й Куйбышевский ОАО (Курумоч);
- с 1982-го по 1992 год — МГА СССР, Приволжское УГА, Горьковский ОАО;
- с 1992-го по 1993 год — МГА СССР, Приволжское УГА, Чебоксарский ОАО.

С 1993 года его б/н сменился на RA-65021, а лайнер был передан Чебоксарскому АП — Чувашия (со 2 февраля по 4 августа 1997 года находился в нём на хранении). От него сдавался в лизинг авиакомпаниям:
- Татарстан — с 4 декабря 1998 года по 18 ноября 1999 года.
- Карат — с 31 января 2001 года по 18 августа 2004 года (с 20 июня 2002 года по 18 августа 2004 года находился в ней на хранении).
- Волга-Авиаэкспресс — с 27 октября 2004 года по 30 мая 2005 года.

30 мая 2005 года был взят в лизинг авиакомпанией UTair. Оснащён двумя турбореактивными двигателями Д-30-III Пермского моторного завода. На день катастрофы совершил 22 611 циклов «взлёт-посадка» и налетал 35 154 часа.

## Экипаж
Состав экипажа рейса UT-471:
- Командир воздушного судна (КВС) — 53-летний Олег В. Зубков. Пилот 2-го класса. Налетал 11 855 часов, 1993 из них на Ту-134 (740 из них в качестве КВС).
- Второй пилот — Андрей А. Лапанов. Пилот 2-го класса. Налетал 6100 часов, все на Ту-134.
- Штурман — Сергей А. Щербань. Штурман 1-го класса. Налетал 5210 часов, 2338 из них на Ту-134.
- Бортмеханик — Александр И. Муратов. Бортмеханик 1-го класса. Налетал 5030 часов, все на Ту-134.

В салоне самолёта работали три бортпроводника: Инга Хитрова (старший бортпроводник), Татьяна Кушнер и Олег Космачёв.

## Хронология событий
Заход на посадку в аэропорту Курумоч выполнялся с магнитным курсом 231° по схеме захода на посадку от ОПРС Кошки по курсо-глиссадной системе в директорном режиме. Во время снижения и захода на посадку рейса 471 метеорологические условия были такими: (видимость на ВПП и высота нижней границы облаков) имели тенденцию к ухудшению (в течение 40 минут ухудшились с 2300×450 метров до 225×40 метров соответственно (в 06:42 SAMT)). При этом оперативная информация не доводилась до диспетчерского состава.
Заход на посадку проходил с значительными отклонениями от курса и глиссады, о чём диспетчер посадки, осуществлявший контроль по посадочному радиолокатору, проинформировал экипаж, хотя и не акцентировал внимание на выходе отклонений за пределы максимально допустимых. Кроме того, технология работы диспетчерского пункта посадки не предусматривала контроля выполнения захода на посадку на окончательном этапе захода — после пролёта БПРМ. По этой причине диспетчер не поставил экипаж в известность о значительном отклонении в момент, непосредственно предшествующий посадке.
В нарушение требований «Руководства по летной эксплуатации» и «Инструкции по взаимодействию» экипаж не произвёл оценку возможности продолжения снижения на высоте принятия решения (60 метров) и продолжал снижение, не установив визуального ориентира для выполнения посадки. Лишь на высоте 25 метров КВС выдал команду о выполнении повторного захода на посадку, увеличив при этом режим работы двигателей. Лишь через 3 секунды на высоте 9 метров, за 1,5 секунды до касания земли, было зарегистрировано взятие штурвала на себя. В этой ситуации предпринятых усилий оказалось недостаточно для того, чтобы скомпенсировать вертикальную скорость снижения в 6 м/cек.
В результате в 06:42:33 SAMT рейс UT-471 произвёл посадку вне взлётной полосы — справа в 100 метрах от осевой линии и в 305 метрах до торца ВПП №23. При движении самолёта по грунту стойка левого шасси подломилась, произошло частичное разрушение фюзеляжа и сломались остальные стойки шасси. Затем самолёт оказался на ВПП, где перевернулся через левую плоскость крыла, потеряв её вместе с левым двигателем. В перевёрнутом состоянии лайнер сошёл с ВПП, его передняя часть оторвалась от фюзеляжа и завалилась влево.
В катастрофе погибли 6 пассажиров, остальные 45 пассажиров и все 7 членов экипажа получили травмы различной степени тяжести (27 человек были госпитализированы).
Авиакомпания UTair выплатила семьям погибших по $ 75 000.

## Расследование
В начале августа 2007 года было сообщено о результатах работы комиссии по выяснению причин катастрофы:
Причиной катастрофы самолёта Ту-134А RA-65021 в процессе захода на посадку на аэродроме Самара (Курумоч), в условиях существенно хуже метеорологических минимумов, установленных для аэродрома, самолёта и экипажа, явилось разрушение ВС при движении по земле после его грубого приземления за 300 метров до ИВПП, правее курса захода 100 метров.
Авиационное происшествие стало возможным в результате организационно-технологических и процедурных недостатков в работе и взаимодействии служб метеорологического обеспечения и управления воздушным движением, а также ошибок в действиях экипажа.
Недостатки нормативных и технологических документов АМЦ Самара не позволили вовремя передать службе УВД для информирования экипажа данные, замеренные аэродромной автоматической метеорологической станцией КРАМС-4, об ухудшении метеоусловий ниже установленного минимума аэродрома. На высоте принятия решения, в условиях отсутствия надёжного визуального контакта с огнями приближения и наземными ориентирами, КВС не принял своевременного решения об уходе на второй круг.
Неиспользование диспетчером посадки всех технических возможностей посадочного радиолокатора из-за противоречия в нормативных документах, определяющих порядок и технологию его работы, а также нечеткое взаимодействие в экипаже и запоздалые действия по уходу на второй круг, не позволили предотвратить переход ситуации в катастрофическую.

## Последствия
В марте 2010 года Самарский областной суд признал командира экипажа рейса 471 Олега Зубкова и второго пилота Андрея Лопанова виновными и приговорил их соответственно к 6 годам лишения свободы условно с испытательным сроком 4 года и 2 годам условно с испытательным сроком 2 года.
Из-за других событий, произошедших по совокупности (Авария на шахте «Ульяновская» (19 марта) и Пожар в доме престарелых в Краснодарском крае (20 марта)), день траура 21 марта был объявлен по всей России.

## Цитата
А вот уж самый свежий случай. Ту-134 заходил в Самаре на посадку; погода ухудшалась на глазах, была близка к минимуму, экипаж зашёл по приборам почти без отклонений… вот-вот откроется полоса…
Господи, да сколько таких моментов в жизни лётчика. Замри, выжди три секунды — и зацепишься взглядом за огни. Нет, они всем экипажем стали искать полосу. Каким образом в мозгу капитана нарисовалась та полоса, я не знаю, но резкий отворот вправо и вниз — и мастерский заход разрушен. Самолет ушёл и с курса, и с глиссады, и только в последние секунды капитан понял, что надо уходить. И не смог, не успел уйти, зацепился за землю, самолёт закувыркался… Погибло шесть пассажиров.
Классическая, «школьная» катастрофа. Не о чем говорить.
Экипаж выжил. Теперь их будут судить.
А в средствах массовой информации хор голосов: «экипаж был застигнут врасплох резко ухудшающейся погодой».
ЭКИПАЖ ВСЕГДА ДОЛЖЕН БЫТЬ ГОТОВ К ЛЮБОМУ УХУДШЕНИЮ ПОГОДЫ!

— Василий Ершов. «Откровения ездового пса» (глава «Два полюса»)